# Han Ying
Det här är en artikel om en person med kinesiskt personnamn; Han är familjenamnet.
Han Ying (kinesiska: 韩莹), född 29 april 1983 i Liaoning i Kina, är en tysk bordtennisspelare.

## Karriär
Han tog OS-silver i damlag i samband med de olympiska bordtennisturneringarna 2016 i Rio de Janeiro..